# Betsey Armstrong
Pour les articles homonymes, voir Armstrong.
Betsey Armstrong, de son vrai nom Elizabeth Armstrong, née le 31 janvier 1983 à Ann Arbor (Michigan), est une joueuse américaine de water-polo. Elle évolue au poste de gardienne de but. Elle a remporté pendant les Jeux olympiques d'été de 2012 la médaille d'or et en 2008 la médaille d'argent.

## Palmarès
- Jeux olympiques d'été de 2012
  -  médaille d'or au tournoi olympique

- Jeux olympiques d'été de 2008
  -  médaille d'argent au tournoi olympique